# Congrès d'Alfortville
Le congrès d'Alfortville est le congrès socialiste extraordinaire qui fonda le Nouveau Parti socialiste. Il s'est tenu le 4 mai 1969 à Alfortville (Val-de-Marne). Moins connu que le congrès d'Épinay, ce congrès fondateur du Nouveau Parti socialiste rassemble partiellement divers partis de la gauche non communiste autour de la SFIO.
À la suite du triomphe de la droite aux élections législatives anticipées organisées par le président de Gaulle dans la foulée de Mai 68, l'union réalisée autour de François Mitterrand lors de l'élection présidentielle de 1965 se désagrège, notamment avec la prise de distances des Radicaux et l'essor nouveau de l'extrême-gauche. Seules la SFIO de Guy Mollet et la Convention des institutions républicaines de François Mitterrand envisagent l'union, de même que deux clubs affiliés à la Fédération de la gauche démocrate et socialiste (FGDS) : l'Union des clubs pour le renouveau de la gauche (UCRG) d'Alain Savary, Robert Verdier et Pierre Bérégovoy, ainsi que l'Union des groupes et clubs socialistes de Jean Poperen et Colette Audry. Des  collectifs provisoires du NPS sont mis en place au niveau des sections, des départements et à l'échelle nationale en février et mars 1969, mais la démission précipitée du général de Gaulle à la suite du rejet du référendum de 1969 vient exacerber les clivages : si la CIR et l'UGCS  souhaitent que François Mitterrand soit candidat unique de la gauche à l'élection présidentielle, la SFIO et l'UCRG souhaitent une candidature de témoignage puis un soutien au centriste Alain Poher au second tour. Le congrès d'Alfortville a lieu le 4 mai en l'absence de la CIR et de l'UGCS. Au terme de débats confus et houleux, sans qu'aient pu se tenir les congrès départementaux, le président du groupe des députés socialistes Gaston Defferre est désigné candidat à la présidentielle. Il n'obtiendra que 5,01 % des voix, de grandes fédérations du NPS appelant même au vote Poher dès le premier tour, alors que de nombreux électeurs socialistes reportent leur voix sur d'autres candidats de gauche.  C'est en juillet 1969 à Issy-les-Moulineaux que se clôt le congrès entamé en mai, avec la désignation d'Alain Savary comme premier secrétaire.